# Scarus coeruleus
Espèce
Synonymes
- Calliodon gibbosus Bloch & Schneider, 1801[1] [2]
- Coryphaena coerulea Bloch, 1786[1] [2]
- Coryphaena coerulea Edwards, 1771[1]
- Scarus coeruleus (Bloch, 1786)[1] [2]
- Scarus coerulus (Bloch, 1786)[1] [2]
- Scarus loro Bloch & Schneider, 1801[1] [2]
- Scarus nuchalis Poey, 1860[1] [2]
- Scarus obtusus Poey, 1860[1] [2]
- Scarus trilobatus Lacepède, 1802[1]
- Sparus holocyaneos Lacepède, 1802[1]

Statut de conservation UICN

 LC  : Préoccupation mineure
Scarus coeruleus, communément appelé Perroquet bleu, est une espèce de poissons-perroquets (famille des Scaridae). Il s'agit d'un poisson corallien qui vit dans les eaux chaudes et peu profondes des parties tropicale et subtropicale de l'ouest de l'océan Atlantique et des Caraïbes.

## Description
Ils sont uniformément bleus avec une tache jaune sur la tête qui s’estompe avec l’âge. Ils mesurent en moyenne de 30 à 75 centimètres (12 à 30 po) de longueur avec une longueur maximale de 1,2 mètre (3 pi 11 po). Ils développent un grand « bec » comme les autres poissons-perroquets qui est utilisé pour gratter les algues et les petits organismes des roches. Ils ont des dents pharyngées qui broyent les roches ingérées dans le sable. Aucune autre espèce n’a cette couleur bleue uniforme à l’âge adulte. Ils pèsent environ 9,1 kilogrammes (20 lb).

## Reproduction
En été, ils se réunissent en groupes de frai. Une fois la fécondation effectuée, les femelles laissent leurs œufs se déposer sur le fond de l'eau ; ils éclosent après environ 25 heures.

## Distribution et habitat
On trouve le poisson-perroquet bleu sur les récifs coralliens de 3  à   25 mètres de profondeur, dans l'océan Atlantique ouest, du Maryland aux Bermudes, Bahamas et le long du Brésil le plus au sud. On peut aussi le trouver le long des Antilles mais il est absent du nord du golfe du Mexique. Les jeunes se réfugient souvent dans des « lits » d'herbe à tortue.

## Alimentation
Scarus coeruleus passe 80 % de son temps à chercher de la nourriture, qui se constitue de petits organismes et d'algues qu'il décroche des rochers avec son bec.

## Statut
Le poisson est très répandu dans une large zone, qui inclut des zones protégées. Même s'il est occasionnellement pris pour cible par les pêcheurs, sa population demeure stable ; pour ces raisons, l'UICN l'a classé « LC » (least concern, préoccupation mineure).